# Scudo dell'Etiopia occidentale
Lo scudo dell'Etiopia occidentale è un piccolo scudo  geologico situato lungo il bordo occidentale dell'Etiopia, in Africa.
I suoi plutoni  si formarono tra 830 e 540 milioni di anni fa.